# Lingo Township
Lingo Township est un ancien township, situé dans le comté de Macon, dans le Missouri, aux États-Unis,.
Le township est baptisé en référence à Samuel Lingo, un juge arrivé du Kentucky, en 1835.

### Source de la traduction
- (en) Cet article est partiellement ou en totalité issu de l’article de Wikipédia en anglais intitulé « Lingo Township, Macon County, Missouri » (voir la liste des auteurs).